# Yajima Yasujiro
Yajima Yasujiro (矢島 保治郎, Yasujirō Yajima) (Isesaki, 23 août 1882 - Gunma, 13 février 1963) est un militaire et commerçant japonais, qui séjourna à Lhassa au Tibet dans les années 1910 et fut conseiller militaire.
Il servit durant la guerre russo-japonaise de 1904 à 1905 et fut assistant à l'académie militaire de Toyama jusqu'à la fin de son engagement dans l'armée japonaise en 1907.
Entre 1914 et 1917, il fut employé par Tsarong Dzasa en tant qu'instructeur de 200 soldats tibétains. Il supervisa la construction de casernes de conception japonaise pour les Kusoung Magar, les gardes du corps du 13e dalaï-lama, avant de rentrer au Japon en 1920, avec son épouse tibétaine et leur fils.
Il fut soupçonné par les Britanniques d'être un espion du gouvernement japonais.